# 세비야 지하철

로고.

세비야 지하철(스페인어: Metro de Sevilla)은 스페인 세비야의 도시 철도이다. 철도망은 18 킬로미터에 달한다.